# Правительство Нунавута
Правительство Нунавута — высший орган исполнительной власти канадской территории Нунавут, возглавляемый премьер-министром.
В связи с тем, что на территории действует беспартийная система, премьер-министр Нунавута выбирается из членов законодательного собрания территории на основе голосования. Таким же образом определяется весь состав правительства.

## Текущий состав правительства
Ниже представлен текущий (сентябрь 2010 года) состав правительства с указанием портфелей:
| Министр       | Пост |
| ------------- | --- |
| Ева Аариак    | Премьер-министр Нунавута Министр по межправительственному взаимодействию Ответственный министр по статусу женщин Ответственный министр по иммиграции                                                                   |
| Питер Таптуна | Министр экономического развития и транспорта Ответственный министр по Nunavut Business Credit Corporation Ответственный министр по Nunavut Development Corporation Ответственный министр по добыче полезных ископаемых |
| Лорне Кусугак | Министр связи и правительственных услуг Министр энергетики |
| Кит Петерсон  | Министр финансов Министр юстиции |
| Дэниэл Шевчук | Министр по трудовым ресурсам Министр окружающей среды Ответственный министр по Арктическому колледжу Нунавута |
| Тагак Кёрли   | Министр здравоохранения и социальной сферы Ответственный министр по работе совета по оценке цен на коммунальные услуги Ответственный министр по работе комиссии по охране труда и компенсациям                         |
| Луис Тупардюк | Лидер правительственного дома Министр культуры, языка, пожилых людей и молодёжи Министр образования Министр языков Министр по делам коренного населения                                                                |
| Хантер Туту   | Ответственный министр по Qulliq Energy Corporation Ответственный министр по Nunavut Housing Corporation Ответственный министр по бездомным                                                                             |